# Prophylaktische Mastektomie
Eine prophylaktische Mastektomie ist die vorbeugende (prophylaktische) Entfernung (Amputation) einer oder beider Brüste (Mastektomie) einer Frau, die entweder ein hohes genetisch bedingtes Risiko (Prädisposition) trägt, an Brustkrebs zu erkranken, oder bei der Brustkrebs in der anderen Brust festgestellt wurde. Die beidseitige Brustentfernung gilt bei Patientinnen mit hohem familiären Risiko als sicherste Methode, Brustkrebs zu verhindern. Einer neueren Studie zufolge bieten das regelmäßige Screening und Fortschritte bei  der Behandlung von Brustkrebs einen gleichwertigen Überlebensvorteil.

## Indikation
Frauen, die eine Mutation der Gene BRCA1 oder BRCA2 haben, erkranken, bis zu einem Alter von 70 Jahren betrachtet, mit einer Wahrscheinlichkeit von 55 und 85 Prozent an Brustkrebs. Dies entspricht einer 10- bis 20-fach höheren Wahrscheinlichkeit an Brustkrebs zu erkranken. Man spricht in solchen Fällen auch von einem familiären Krebssyndrom. Insbesondere bei in jungen Jahren auftretendem Brustkrebs spielt diese Prädisposition eine erhebliche Rolle bei der Häufigkeit der Brustkrebserkrankungen. Bei 80 % der familiär vererbten Erkrankungen finden sich Mutationen von BRCA1.
BRCA1 ist ein Gen aus der Klasse der Tumorsuppressorgene. Es liegt auf dem Chromosom 17q; BRCA2 liegt auf dem Chromosom 13q. In Untersuchungen an Mäusen zeigte es sich jedoch, dass Tiere mit den gleichen Mutationen nicht ohne weitere Genveränderungen erkranken. Das heißt, dass die Mutationen alleine nicht für den Ausbruch der Erkrankung ausreichen.

## Wirksamkeit der prophylaktische Mastektomie
Zahlreiche Studien belegen den Nutzen der prophylaktische Mastektomie. Es wird im Allgemeinen davon ausgegangen, dass das Risiko an Brustkrebs zu erkranken um 90 bis 95 Prozent gesenkt wird. Der daraus resultierende Überlebensvorteil ist jedoch bestenfalls marginal besser als die Vorsorge durch sorgfältiges Screening, Kurian u. a. aktualisierten 2014 ihre Untersuchungen.
Eine Studie mit insgesamt 139 Frauen, die sich einer prophylaktischen Mastektomie unterzogen und zuvor keine Brustkrebserkrankung hatten, zeigte, dass die Wahrscheinlichkeit an Brustkrebs zu erkranken nach der Mastektomie in den folgenden drei Jahren praktisch bei Null liegt.
Bei den 76 Frauen, die sich dem chirurgischen Eingriff unterzogen, konnte in dem Zeitraum von drei Jahren keine Brustkrebserkrankung festgestellt werden. Bei der Kontrollgruppe von 63 Frauen, die sich nicht diesem Eingriff unterzogen und dafür eine regelmäßige Überwachung vorzogen, erkrankten im gleichen Zeitraum acht Frauen an Brustkrebs. Dies entspricht einer jährlichen Inzidenz von 2,5 %.
Eine zwischen 1960 und 1993 an der Mayo Clinic durchgeführte Studie mit insgesamt 639 Frauen führte zu folgendem Ergebnis:

214 Frauen hatten eine autosomal-dominante Prädisposition auf ein Mamma-Karzinom. 38,7 Prozent der Schwestern der Patientinnen erkrankten an Brustkrebs. Den meisten Patienten mit einer prophylaktischen Mastektomie blieb dieses Schicksal erspart. In der Nachbeobachtungszeit von 14 Jahren entwickelten nur drei von ihnen ein Karzinom.
Die prophylaktische Mastektomie bietet keinen vollständigen Schutz vor Brustkrebs.

## Verbreitung
In England entscheiden sich knapp 50 % der Patientinnen mit einer Mutation in BRCA1 oder BRCA2 für eine bilaterale Mastektomie. Noch höher ist die Rate der Patientinnen, die sich für eine Salpingo-Oophorektomie entscheiden.
In Deutschland wird diese Maßnahme im Vergleich zu den USA oder den Niederlanden nur sehr zurückhaltend angewendet. In Österreich entscheiden sich 11 Prozent der Risikopatientinnen für die vorbeugende Entfernung der beiden Brüste. Nachdem Angelina Jolie im Mai 2013 bekanntgab, dass sie sich für die prophylaktische Mastektomie entschieden habe, wuchs das Interesse an entsprechender Beratung auch in Deutschland (Jolie-Effekt).